# Transistor màng mỏng

Một số loại cấu trúc TFT

Transistor màng mỏng, viết tắt theo tiếng Anh là TFT (thin-film transistor) là loại MOSFET đặc biệt được chế tạo bằng cách tạo bề mặt màng mỏng lớp các phần tử bán dẫn hoạt động, điện môi và đường kim loại nối mạch trên nền cách điện.
Chất nền phổ biến thường là thủy tinh, vì ứng dụng chính của TFT là trong màn hình tinh thể lỏng (LCD). Điều này khác với khối transistor MOSFET thông thường trong các chip trong đó vật liệu bán dẫn thường là chất nền, chẳng hạn như đĩa silic (silicon wafer).
TFT có thể được chế tạo bằng nhiều loại vật liệu bán dẫn, song vật liệu phổ biến nhất thì là silic. Các đặc tính của TFT dựa trên silic phụ thuộc vào trạng thái kết tinh của silic, gồm có silic vô định hình, silic vi tinh thể, hoặc có thể được ủ thành silic đa tinh thể (polysilic).